# Standard Service Element
Das Standard Service Element (SSE) ist ein Begriff aus dem Service-Management und ist das Standard-Produktionselement aus der „Top-down“-Sicht (Vertriebssicht oder Portfoliosicht).

## Basis
Die Basis ist das jeweilige Offering (z. B. Desktopservice); daraus leiten sich die Offeringelemente ab (z. B. Fieldservice-Clientservice, Fieldservice-Serverservice, Fieldservice-Systemprinterservice usw.). Die darauf folgende Stufe ist das SSE (z. B. IMAC/D).
Nico Ebert beschreibt in seiner Dissertation das SSE: „Die Standard Service Elements (SSE) stellen die Leistungen der Produktion dar und bilden die Schnittstelle zum Vertrieb der T-Systems. Sie können modular vom Vertrieb nach den Bedürfnissen des Kunden zusammengesetzt werden; ihre Beschreibung hinsichtlich Funktionalität, Qualität und Kosten erfolgt einheitlich. Möchte ein Kunde vom Standard abweichende, individualisierte Leistungen beziehen, kann er sie in Form von Individual Services Elements erhalten.“ Das SSE ist die Schnittstelle zwischen der Kundenanforderung (Kundenkatalog) und der Bereitstellung von Leistung.

## SDE und SSE
Das Standard-Produktionselement aus der „Bottom-up“-Sicht (Produktionssicht, Herstellungssicht, Deliverysicht) ist dagegen das Standard Delivery Element (SDE). Damit eine Übereinstimmung der SSE und der SDE zustande kommen kann, gibt es bei den SDE unterschiedliche Ausprägungen. Diese sogenannten SDE-Optionen beschreiben unterschiedliche Servicelevel, unterschiedliche Securitystufen oder Speicheranforderungen. So ist sichergestellt, dass das SSE die erforderliche Ausprägung hat.